# Anna Kallistová
Anna Kallistová (ur. 30 października 1982 w Czechach) – czeska siatkarka, gra jako środkowa. Obecnie występuje w drużynie PVK Olymp Praga.